# فجدان
فجدان قرية سوريّة تتبع إداريّاً لمحافظة حلب منطقة السفيرة ناحية مركز السفيرة، بلغ تعداد سكانها 1,268 نسمة حسب التعداد السكاني لعام 2004.